# Amélie de Hesse-Hombourg
Christiane Amélie de Hesse-Hombourg,, (en allemand: Christiane Amalie, Landgräfin von Hessen-Homburg (29 juin 1774, Hombourg – 3 février 1846, Dessau) est une membre de la Maison de Hesse-Hombourg. Par son mariage avec Frédéric, prince héréditaire d'Anhalt-Dessau, Amélie est également membre de la Maison d'Ascanie et princesse d'Anhalt-Dessau.

## La famille
Amélie est le cinquième enfant de Frédéric V de Hesse-Hombourg et sa femme Caroline de Hesse-Darmstadt, fille aînée de Louis IX de Hesse-Darmstadt.

## Le mariage et la descendance
Amélie épouse Frédéric d'Anhalt-Dessau, seul enfant survivant de Léopold III d'Anhalt-Dessau et sa femme Louise de Brandebourg-Schwedt, le 12 juin 1792 à Bad Homburg vor der Höhe. Ils ont sept enfants:
1. Amélie-Auguste d'Anhalt-Dessau (Dessau, 18 août 1793 - Rudolstadt, 12 juin 1854), mariée le 15 avril 1816 à Frédéric-Gonthier de Schwarzbourg-Rudolstadt.
2. Léopold IV d'Anhalt (Dessau, 1er octobre 1794 - Dessau, 22 mai 1871).
3. Georges-Bernard d'Anhalt-Dessau (Dessau, 21 février 1796 - Dresde, Le 16 octobre 1865).
4. Paul Christian (Dessau, le 22 mars 1797 - Dessau, Le 4 mai 1797).
5. Louise d'Anhalt-Dessau (Dessau, 1er mars 1798 - Hombourg, 11 juin 1858), sourde-muette de naissance; mariée le 12 février 1818 à son oncle maternel Gustave de Hesse-Hombourg.
6. Frédéric-Auguste d'Anhalt-Dessau (Dessau, 23 septembre 1799 - Dessau, 4 décembre 1864).
7. Guillaume Waldemar (Dessau, 29 mai 1807 - Vienne, 8 octobre 1864), marié morganatiquement le 9 juillet 1840 à Emilie Klausnitzer (Dessau, 30 janvier 1812 - Vienne, 28 mars 1888), créé Freifrau von Stolzenberg en 1842.

Le poète Friedrich Hölderlin lui consacre en 1800 un poème Aus stillem Hauße senden - eine Fürstin von Dessau .